# Porta de l'Aurora
La Porta de l'Aurora (en lituà: Aušros Vartai, en polonès: Ostra Brama, en belarús: Вострая Брама) és una porta de la ciutat de Vílnius, capital de Lituània, i un dels més importants monuments religiosos, històrics i culturals de la ciutat.

## Història
Va ser construïda entre 1503 i 1522 com a part de les fortificacions defensives de la ciutat de Vílnius, la capital del Gran Ducat de Lituània. També s'ha conegut com la Porta Medininkai, ja que conduïa el llogaret Medininkai al sud de Vílnius, així com Aštra broma, que deriva de la paraula en lituà aštra que significa fort. De les nou portes de la ciutat, solament la porta de l'Aurora queda en peus, mentre que les altres van ser destruïdes per ordre del govern cap a finals del segle xviii.

## Mare de Déu de la Porta de l'Aurora

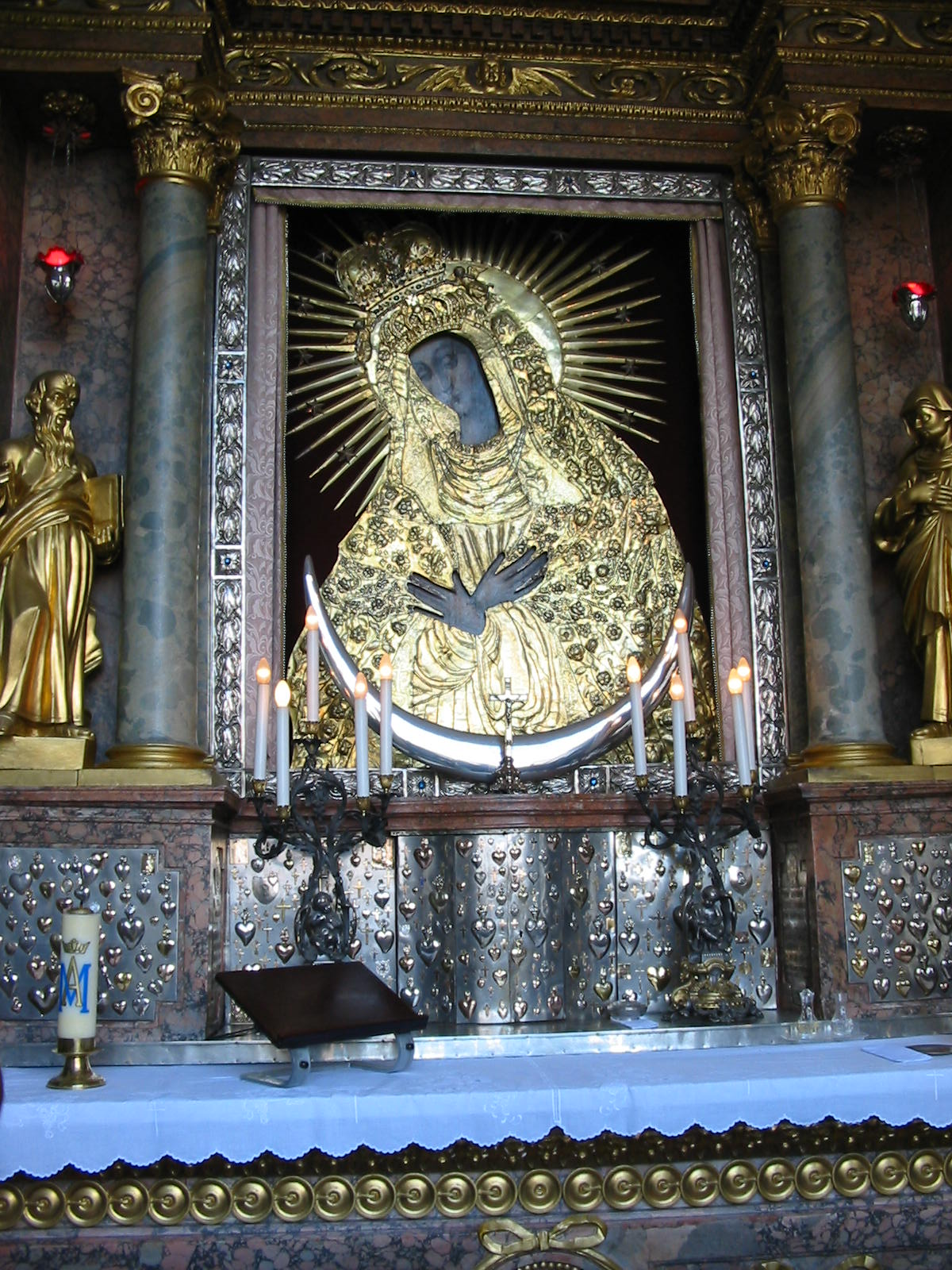
Icona de la Mare de Deú de la Porta de l'Aurora

A les portes de la ciutat del segle xvi es trobaven sovint símbols religiosos destinats a protegir la ciutat d'atacs i per beneir els viatgers. La Capella de la Porta de l'Aurora conté una icona de la Mare de Déu de la Misericòrdia, es diu que té poders miraculosos. Durant segles, la imatge ha estat un dels símbols de la ciutat i un objecte de veneració pels habitants tant catòlics com ortodoxos. Milers d'exvots adornen les parets i molts pelegrins procedents de països veïns venen a resar enfront de la pintura venerada. Se celebren misses en lituà i polonès.
Després de la Segona Guerra Mundial el culte de la Mare de Déu de la Porta de l'Aurora es va imposar en comunitats lituanes i poloneses de tot el món i es va continuar a molts santuaris dedicats a la Verge Maria a Europa i les Amèriques. La més gran de les esglésies dedicades a la Mare de Déu de la Porta de l'Aurora és l'Església de Santa María a Gdańsk, Polònia.
És també important en el desenvolupament de la devoció de la Divina Misericòrdia, ja que és el primer lloc on la Imatge de la Divina Misericòrdia va ser exposada per primera vegada i també el lloc on va tenir lloc la primera celebració de la Festa de la Misericòrdia.
El 4 de setembre 1993 el papa Joan Pau II va resar un rosari a la Porta de la Capella de l'Aurora.